# 香月利一
香月 利一（かつき としかず、1948年 - 1999年7月23日）は、日本のビートルズ研究家。群馬県生まれ。慶應義塾大学法学部卒業。1976年10月21日、ヒルトンホテルでリンゴ・スターを仲人に結婚式を挙げた。

## 著書
- 『ビートルズ事典』（立風書房,1974年）
- 『ビートルズ・エピソード550』（立風書房,1978年）
- 『ビートルズ・ディスコグラフィー』（立風書房,1979年）
- 香月利一編『マイ・ビートルズ』（講談社,1981年）
- 村上龍他,香月利一編『ビートルズってなんだ? ― 53人の"マイ・ビートルズ"』（講談社.1984年）ISBN 4061832638
- 香月利一編著『ビートルズ事典 改訂増補版』（立風書房,1988年）ISBN 4651820115
- デニー・ソマック他編,香月利一訳『ビートルズを抱きしめたい! : 52人の仲間の想い出』（音楽之友社,1990年）ISBN 4276234646
- 『P.S.アイ・ラブ・ビートルズ : ビートルズ・エピソード929』（講談社,1991年）ISBN 4061848801
- 『もっとビートルズ! : この一冊でビートルズがわかる』（音楽之友社,1992年）ISBN 4276351073
- 『週に8日はビートルズ』（立風書房,1993年）ISBN 4651820204
- 『ビートルソングス研究読本』（シンコー・ミュージック,1998年）ISBN 440170150X
- 『ビートルズ研究毒・独・髑・読本』（音楽出版社,2000年）ISBN 4900340464
- 杉原志啓監修『ビートルズ事典 21世紀改訂・増補版』（立風書房,2003年）ISBN 4651820573
- 藤本国彦監修『ビートルズ事典 改訂・増補新版』（ヤマハミュージックメディア,2010年）ISBN 9784636861747

## 出演番組
- 『軽音楽をあなたに』（NHK-FM,1982年4月~5月）